# ...Ми — чоловіки!
«...Ми — чоловіки!» — українська збірка мініатюр 1992 року студії Укранімафільм. До збірки входили три фільми-дебюти: «Окуляри» (режисер — Наталя Марченкова), «Отелло» (автор сценарію та режисер — Михайло Титов (у титрах М. Тітов)) і «Великі та маленькі» (режисер — Наталя Марченкова).

## Сюжет
«Окуляри»:
Про чоловіка, що погано бачить. Одного дня, його недалекоглядна дружина відправила свого обранця за окулярами. Повернувшись додому, чоловік розгледів, що дружина - домогосподарка в зношеному комбінезоні. Будинок брудний і не доглянутий. Тому, йому варто обирати: душевний спокій або хороший зір.
«Отелло»:
Перед глядачем постане п'єса Отелло на новий і досить специфічний лад. У центрі сюжету постає непередбачуване почуття – ревнощі. Головні герої- не люди, а органи чуття: руки, очі, вуха і носи.
«Великі та маленькі»:
Мультфільм в десять етапів шляхом «складних математичних перетворень» доводить теорему про те, що всі чоловіки однакові. Від кожної мініатюри віє легкістю та гумором, подекуди чорним, але від цього вони не стають гіршими. Усі персонажі дуже характерні та колоритні, а історії комедійні та повчальні. Музичний супровід, подекуди грайливий, подекуди пихато серйозний.

## Над фільмом працювали

### «Окуляри»:
- Автор сценарію: Б. Лисенко;
- Режисер: Наталя Марченкова;
- Художник-постановник: Г. Фельдман;

- Композитор: К. Павлов;
- Оператор: Ірина Сергєєва;
- Звукооператор: Ігор Барба;
- Художник-аніматор: Наталя Зурабова;
- Асистенти: К. Свиридовська, Н. Антімонова (у титрах Н. Антимонова), Н. Северіна;
- Редактор: Світлана Куценко;
- Монтаж: Олег Педан;
- Директор знімальної групи: Борис Калашніков (у титрах Б. Калашников).

### «Отелло»:
- Автор сценарію, кінорежисер і аніматор: Михайло Титов (у титрах М. Тітов);
- Художник-постановник: Марія Черкаська;
- Кінооператор: Сергій Максимович;

- Композитор: Володимир Бистряков;
- Звукооператор: В'ячеслав Ященко;
- Асистенти: Людмила Врублевська, Марина Корольова, В. Грабарь;
- Монтаж: Олег Педан;
- Редактор: Світлана Куценко;
- Директор знімальної групи: В'ячеслав Кілінський.

### «Великі та маленькі»:
- Автор сценарію: Костянтин Меліхан;
- Режисер: Наталя Марченкова;
- Художник-постановник: Сергій Міндлін;

- Композитор: Володимир Бистряков;
- Оператор: Ірина Сергєєва;
- Звукооператор: Ігор Барба;
- Художники-аніматори: Адріан Сахалуєв, Олександр Гуньковський (у титрах А. Гуньковський);
- Текст читає: Віктор Демерташ;
- Асистенти: К. Свиридовська, Н. Антімонова (у титрах Н. Антимонова), Н. Северіна;
- Редактор: Світлана Куценко;
- Монтаж: Олег Педан;
- Директор знімальної групи: Борис Калашніков (у титрах Б. Калашников).